# Arnold Östman
Arnold Otto Natanael Östman, född 24 december 1939 i Sankt Pauli församling i Malmö, död 15 augusti 2023 i Oscars distrikt i  Stockholm, var en svensk dirigent och konstnärlig ledare.

## Biografi
Östman studerade konstvetenskap och musikvetenskap i Lund, Paris och Stockholm och verkade som musiker, översättare och librettist. Som musiker var han kantor, pianist, cembalist och dirigent. Östman forskade i tidiga operor i Vatikanens bibliotek och bidrog till att okända renässans- och barockoperor framfördes vid Vadstena-Akademien och där han även beställde och dirigerade helt nyskrivna operor. 
Östman blev lärare vid Statens musikdramatiska skola 1969, konstnärlig ledare och dirigent för Vadstena-Akademien 1971–1981, dirigent och konstnärlig ledare för Norrlandsoperan i Umeå 1974–1978, teater- och museichef vid Drottningholms teatermuseum 1979–1983 och konstnärlig ledare vid Drottningholms slottsteater 1980–1992 där den numera klassiska Mozartcykeln i Göran Järvefelt regis och Östmans musikaliska ledning framfördes. Östman hade en omfattande internationell karriär i Europa, USA och Australien sedan 1980-talets början. Som dirigent var han verksam vid bland annat Staatsoper och Volksoper i Wien, L'Opéra Garnier och Opéra Bastille i Paris, Covent Garden i London samt flitigt engagerad vid andra europeiska och amerikanska opera- och konserthus.
Han finns representerad på ett flertal skivinspelningar samt dvd-inspelningar av bland annat Mozartcykeln från Drottningholms slottsteater. Han har tilldelats många priser, däribland Prix Italia för TV-filmer av Inger Åby, Prix de Caecilia, Edison Classical Music Awards och Deutscher Schallplattenpreis.
Östman var värd i radioprogrammet Sommar den 26 juni 1982.

## Priser och utmärkelser
Riddare av Hederslegionen
- 1974 – Expressens kulturpris Spelmannen
- 1979 – Filosofie hedersdoktor vid Umeå universitet[15]
- 1990 – Litteris et Artibus
- 1992 – Ledamot nr 877 av Kungliga Musikaliska Akademien[14]
- 2010 – H.M. Konungens medalj, 12:e storleken i högblått band "för betydelsefulla insatser för svenskt musikliv"[16]
- 2017 – Kungliga Musikaliska Akademien, Medaljen för tonkonstens främjande "för sina stora insatser inom operakonsten"[17]